# LG Electronics
LG Electronics este cea mai importantă divizie a LG Group și una dintre cele mai mari companii sud-coreene, fiind prezentă în circa 80 de țări. 
Diviziile LG Electronics sunt: Home Entertainment, Mobile Communications, Home Appliances, Air Conditioning și Business Solutions.
Compania a înregistrat vânzări de 11,3 miliarde USD din electrocasnice în anul 2007.
În anul 2009, LG a avut o cotă de 11% pe piața mondială de televizoare LCD. În anul 2020, cota de piață a companiei coreene a atins pragul de 12%. 
Cifra de afaceri în 2007: 44 miliarde USD

## Telefoane mobile
LG Electronics este cel de-al treilea producător de telefoane mobile din lume (după Nokia și Samsung), având o cotă de piață de 7,1% cu 114,1 milioane de telefoane vândute în anul 2010.
La nivel european, LG Electronics a vândut 10 milioane de telefoane mobile în 2007 în valoare totală de 2 miliarde de dolari (1,3 miliarde de euro), având o cotă de piață de 7%.
Modelul LG Viewty, lansat în octombrie 2007, a fost vândut în 7 milioane de exemplare, fiind modelul care a generat cele mai bune rezultate de vânzări globale din întregul portofoliu LG de terminale cu ecran tactil.
Modelul LG Cookie a atins vânzări de 3 milioane de unități la doar 7 luni de la lansarea oficială.

## LG Electronics România
Cote de piață în anul 2008:
- Televizoare LCD — 18,5% — locul 2, poziție deținută și în 2007[2]
- Televizoare cu plasmă — 33,6% — locul 2, poziție deținută și în 2007[2]
- Monitoare LCD — 23,7% — locul 1, poziție deținută și în 2007[2]
- Dispozitive de stocare optică — 22% — locul 1[2]
- Telefoane mobile — 7,4% — locul 4[2] (sub 7% în 2007[8])
- Echipamente de climatizare — 12%[2]

Cifra de afaceri:
- 2008: 152 milioane USD[2]
- 2007: 104 milioane euro[8]
- 2005: 50 milioane euro[10]